# Atractus ventrimaculatus
Atractus ventrimaculatus — вид змій родини полозових (Colubridae). Ендемік Венесуели.

## Поширення і екологія
Atractus ventrimaculatus мешкають в горах Кордильєра-де-Мерида в штаті Мерида. Вони живуть у вологих гірських і хмарних тропічних лісах, трапляються на пасовищах і садах. Зустрічаються на висоті від 2200 до 2500 м над рівнем моря.